# Per7ume
- Nota: Para outros significados de Perfume, consulte Perfume (desambiguação).

Per7ume (lê-se "Perfume") é uma banda portuguesa de pop-rock formada no dia 7 de Julho de 2007 na cidade do Porto.

## História
A formação é referida pela banda como tendo sido o dia 07/07/07 (7 de julho de 2007), na cidade do Porto. No line up estão músicos de projectos sobejamente conhecidas do cenário musical actual como bLUNDER e Ornatos Violeta.
Em Fevereiro de 2008 assinaram contrato com a editora Chiado Records e lançam o primeiro single em Abril de 2008, um dueto com Rui Veloso intitulado "Intervalo" que alcançou de imediato o primeiro lugar do top absoluto de Airplay em Portugal, sagrando-se o tema Nacional do ano (o mais rodado) - fonte Nielsen Radio Control.
O seu primeiro álbum, Per7ume, é lançado pela Chiado / Vidisco e entrou no Verão de 2008, para o Top Oficial da AFP, a tabela semanal dos 30 álbuns mais vendidos em Portugal, tendo aí ficado por um total de doze semanas, alcançando a 8ª posição como lugar cimeiro. O disco fazia-se acompanhar de uma amostra de perfume na lombada, o P7, criado pelos elementos da banda nos laboratórios da Kenzo em Itália.
Também convidado a participar nas gravações foi o pianista Dan McAlister na balada "(estrela da) Má Sorte", tema que fez parte da banda sonora da novela "Podia Acabar o Mundo" da SIC.
O single "Intervalo" é Nº1 do top de downloads no iTunes, do top das plataformas de toques e ringtones e do top de downloads do portal vodafone live. O tema entra para o Top 100 Europeu (o mais alto Nacional de todos os tempos) e passa a ter reconhecimento Internacional.
O álbum de estréia - homónimo - é galardoado com o disco de Ouro, por vendas superiores a 10.000 unidades físicas.
Ainda em 2008 participam no multi-platinado álbum Tributo a Carlos Paião, com uma versão do tema "Versos de Amor".
Em 2009 entra José Luis Rodrigues para o lugar de Elísio Donas, no piano e teclas.
A banda inicia então a tournée "Aroma", que percorre o país, as ilhas e as comunidades Portuguesas no estrangeiro(França, Suíça, Inglaterra, Luxemburgo), em palcos como as Queimas das fitas, Estádios de Futebol, o Coliseu do Porto, Festivais de Verão e para o Presidente da República - o prof. Cavaco Silva, a seu convite, para a festa de Natal de 2008 no Palácio de Belém.
Dos dois espectáculos mais emblemáticos do final de 2008, no Porto - Cine Batalha e Lisboa - Aula Magna, resultou o DVD ao vivo que acompanhou a reedição do álbum de estréia em Março de 2009. A banda registou no início do mesmo ano duas novas canções para incluir na reedição como Bónus - "Ao Ouvido", que seria o single de promoção e "Amor em Gramas". Fizeram incluir também a versão acústica de "Intervalo", em dueto com Rui Veloso, que fazia já parte de várias compilações Nacionais. A promoção deste lançamento esteve a cargo da RFM.
Em 2009, são nomeados na categoria de "Melhor Revelação do Ano" a XIV Gala dos Globos de Ouro, realizada a 17 de Maio desse ano, fazendo parte dos quatro intérpretes ou grupos com discos lançados e que se revelaram em 2008.
durante o 2º semestre de 2009 e finda a Tour "Aroma", entraram em estúdio com o propósito de registar o novo álbum de originais a lançar em 2010, também com o selo da Chiado / Vidisco e com produção e arranjos de Vitor Silva.
O segundo álbum da banda "Mudo", foi lançado a 24 de Abril de 2010.
O lançamento é acompanhado de uma campanha de promoção imponente, onde se destaca o genérico da Novela da TVI "Mar de Paixão", seriado que fez incluir ainda mais 3 temas de "Mudo" para a banda sonora. O álbum fez extrair dois double A-side singles de sucesso - "(eu)MUDO" / "Quanto mais tenho, mais tenho a perder" e "ÉS TU (elixir dos sonhos)" / "O meu melhor, o teu pior".
Seguiu-se uma edição especial em formato digipack - exclusiva da Fnac, com um DVD contendo o espectáculo da banda na queima das fitas do Porto, realizado em 2009 e que partilhou o palco com Rui Veloso.
Ainda em 2010, registam um DVD a meio da Tournée, gravado em formato acústico aquando da festa de 3º aniversário da banda, o suporte DVD viria a acompanhar a reedição de "Mudo" em 2011, que teve como posição mais alta do TOP AFP de vendas físicas o 9º lugar da tabela dos 30+. Este lançamento foi o mote para o "concerto mais pequeno do Mundo" da Rádio Comercial, que foi a rádio oficial da reedição do referido disco.
2011 seria o 2º ano da tour "Mudo" e do lançamento do 3º single deste disco, desta feita foi extraído o tema "se me falas assim", que mais tarde viria a ser sincronizado com a novela da TVI "Louco Amor", onde a banda participou em alguns dos episódios.
No final deste ano a banda gravaria um single para celebrar a quadra Natalícia, para o qual convidaram para um dueto a pessoa de Mafalda Arnauth. "Presente no Natal" seria incluído numa caixa especial - "Vault" que incluía, para além do single físico já referido, as edições especiais de "Mudo" e a reedição de "PER7UME" - CD+DVD e também um perfume genérico, personalizado pelo próprio grupo - "3D". Esta era uma edição limitada de 1000 caixas metálicas numeradas e assinadas.
Entra André Areias para o lugar de José Luis Rodrigues, no piano e teclas.
Em 2012 PER7UME deram por terminada a Tour "Mudo 2.0" com um espectáculo que iria gerar um DVD em jeito de ´Best of´. O evento em questão aconteceu a 02 de Novembro e esgotou a sala do cine-teatro Rivolo no Porto, reunindo todos os fãs e, sobretudo, em cima do palco, os convidados de sempre. Não faltaram as presenças de Patricia Candoso, Dan McAllister, Elísio Donas, Luís Portugal, Mafalda Arnauth e, claro, Rui Veloso.
Também em 2012 iniciaram a mega-produção da trilogia 3D, inicialmente destinado a ser o 3º disco da banda com inerência da concepção gráfica em 3 dimensões na tecnologia de estereoscopia anaglífica; desde os vídeos, ao artwork, às fotos e até ao website oficial. A ideia evoluiu para a criação de 3 álbuns a lançar nos anos subsequentes, com referência a cada um dos eixos das 3 dimensões. "X" sairia em 2014, "Y" em 2017 e prevê-se que "Z" seja lançado em 2020, todos eles produzidos pela própria banda nos seus estúdios no Porto.
"Eixo X" teve um single de grande sucesso, de seu nome "Porto (à moda do)", com elevada rotação da Antena 1, Rádio Comercial e RFM, onde chegou ao top de airplay (3º lugar).
Entra Mafalda Brogueira para o lugar de André Areias no piano e teclas e Jorge Sousa para o lugar de Bruno Oliveira na bateria.
É de referir que em 2015 o colectivo reeditou o "Eixo X" num formato de livro / CD de luxo, comemorativo dos 7 anos de actividade, onde constavam fotos nunca editadas da banda, bem como o single de sucesso (Bonus) - " A canção sem título".
A Tour "X" desenvolveu-se entre 2014 e 2017 sendo que, em 2015 entra Rui Fernandes para o lugar de Mafalda Brogueira no piano e teclas e passa a introduzir o Sax no colectivo.
Em 2017, finalmente, a banda vê ser comercializado o seu perfume "Y" nas variantes masculino e feminino, em parceria com o Bazar da Publicidade e a S Parfum.
Como avanço do disco "Eixo Y", os PER7UME libertaram dois singles com videoclip; "Mau Remédio" - realizado em VR360º e "E Sai (abre a porta)", rodado no circuito do Headshot Paintball.
Ao lançamento de "Eixo Y", de volta à editora Vidisco, o grupo vê serem tornados públicos mais dois singles / videos em simultâneo: - "Espécie (ou definição) de Amor" feat. Paulo Sousa e "Retro TV", o hino aos 60 anos de televisão em Portugal, com o apoio da RTP.
"Eixo Y" foi apresentado ao vivo primeiramente na afamada sala "Aalt Stadhaus no Luxemburgo a 10 de Maio de 2017 e depois na sala de Passos Manuel (ao Coliseu do Porto) a 07/07/17, quando a banda comemorou os 10 anos de existência. Em 2018 José Meireles (guitarra) membro fundador abandona o projecto.
Os PER7UME continuaram a  a promover o disco e a desenvolver a tour "Y". até ao lançamento de "3D * Eixo Z", que será lançado no início de 2020 e já começou a ser gravado, sabendo-se que o alinhamento poderá ser
Ainda em 2019 a banda lançou-se na estrada com a tour "PERFUME ACÚSTICO", que correu todo o país, ilhas e comunidades Portuguesas, que arrancou no Porto a 08 de Abril no célebre Teatro Sá da Bandeira.
Foi neste ano que a banda foi galardoada com o disco de Ouro para a compilação "Oceano Pacífico", da RFM.
Em agosto de 2023, a banda lança o álbum 3D ̈ Eixo Zː A Saudade.

## Membros
- Tozé Santos - voz, guitarra
- Jorge Sousa - bateria
- Nélson Reis - baixo
- Rui Fernandes - piano, teclados, sax

## Discografia

### Álbuns de estúdio
- Per7ume (2008) (Vidisco)[4]
- Per7ume "especial reedição" CD+DVD (2009) (Vidisco)[5]
- MUDO (2010) (Vidisco)[5]
- MUDO (ed. especial) CD+DVD (2011) (Vidisco)[5]
- MUDO (reedição) CD+DVD (2011) (Vidisco)[5]
- VAULT de Natal (Box set) 3CD+DVD+Perfume (2012) (Vidisco)[5]
- 5 anos de PER7UME + convidados (Ao vivo no Rivoli) DVD+CD (2013) (Vidisco)[5]
- 3D * Eixo X (2014) (Farol)
- VII (reedição 3D * Eixo Y + Bonus) - Ed. CD/Livro (2015) (Vidisco)
- 3D * Eixo Y (2017) (Vidisco)
- 3D ̈ Eixo Zː A Saudade (Vidiscɒ)

### Singles
- "Intervalo" (2008) (Vidisco)[6]
- "(assim) Azul / Novo" (2008) (Vidisco)[6]
- "Ao ouvido" (2009) (Vidisco)[6]
- "per7ume-sampler ep" (2009) (Vidisco)[6]
- "(eu) Mudo" (2010) (Vidisco)[6]
- "O Meu Melhor, o Teu Pior / És Tu" (2010) (Vidisco)[6]
- "Presente no Natal" (2011) (Vidisco / P7)[6]
- "Se me falas assim" (2012) (Vidisco)[6]
- "Porto (à moda do)" (2014) (Vidisco)
- "Tudo ou Nada (Canção Sem Título)" (2015) (Vidisco)[6]
- "Mau Remédio" (2016) (Vidisco)
- "E Sai (abre a porta)" (2017) (Vidisco)
- "Espécie (ou definição) de Amor" (2017) (Vidisco)
- "Retro TV" (2017) (Vidisco)

### Participações
- Tributo a Carlos Paião (2008)  (Farol) com o tema "Versos de Amor"

### Outras compilações
- Winter Jam 2009 (2008) (Sony/BMG) com o tema "Intervalo" - versão acústica[7]
- Nº1 Slows (2008) (Vidisco) com o tema "Intervalo" - versão acústica[7]
- A Outra (2008) (Farol) com o tema "(assim) Azul"[7]
- Olhos nos Olhos (2009) (Farol) com o tema "Dias de Hoje"[8]
- Flor do Mar (2009) (Farol) com o tema "Versos de Amor"[7]
- Feitiço de Amor (2009) (Farol) com os temas "Intervalo" e "Novo"[7]
- Deixa que te leve (2009) (Farol) com o tema "O Amor em Gramas"[7]
- Sentimentos (2009) (Farol) com o tema "Ao Ouvido"[7]
- Now19 (2009) (EMI) com o tema "Intervalo" - versão acústica[7]
- Nº1 Romântico (2009) (Sony) com o tema "Intervalo"[7]
- Nº1 Hits (2009) (Sony) com o tema "Ao Ouvido"[7]
- Divinus - Nostalgia (2009) (Vidisco) com o tema "Intervalo - A-Cappella"[7]
- Ministry of sound - Chilled (2009) (Vidisco) com o tema "Perfume"[7]
- Powerplay 03 (2009) (Vidisco) com o tema "Ao Ouvido"[7]
- Super Exitos em Karaoke vol.20 - DVD (2009) (PortugalKaraoke) com o tema "Intervalo"[7]
- Super Exitos em Karaoke vol.22 - DVD (2009) (PortugalKaraoke) com o tema "(Assim) Azul"[7]
- Karaoke Hits em Português vol.1 - DVD (2010) (Karaoke hits em Português) com o tema "Intervalo"[7]
- Mar de Paixão (2010) (Farol) com os temas "Intervalo", "és tu (elixir dos sonhos)", "o meu melhor, o teu pior" e "(eu) Mudo"[7]
- Powerplay 10 (2010) (Vidisco) com o tema "(eu) Mudo"[7]
- Nº1 Hits of Summer (2010) (Vidisco) com o tema "(eu) Mudo" [7]
- O melhor das novelas (2010) (Vidisco) com os temas "Intervalo" e "Novo" [7]
- Verão Total RTP (2010) (Vidisco) com o tema "(eu) Mudo" [7]
- O melhor do Pop Rock Português (2010) (Vidisco) com o tema "És tu (elixir dos sonhos)" [7]
- Powerplay 11 (2010) (Vidisco) com o tema "És tu (elixir dos sonhos)" [7]
- Super Exitos em Karaoke vol.33 - DVD (2010) (PortugalKaraoke) com o tema "(eu) Mudo"[7]
- Nº1 - Hits of summer (2011) (Vidisco) com o tema "És tu (elixir dos sonhos" [7]
- Verão Total RTP (2011) (Vidisco) com o tema "És tu (elixir dos sonhos)" [7]
- Morangos com Açucar - segue o teu sonho (2012) (Vidisco) com o tema "Quanto mais tenho, mais tenho a perder" [7]